# 2948 Амосов
2948 Амо́сов (1969 TD2, 1979 WJ3, 1979 YT6, 1981 EW4, 2948 Amosov) — астероїд головного поясу, відкритий 8 жовтня 1969 року.
Тіссеранів параметр щодо Юпітера — 3,259.
Названий на честь українського кардіолога Миколи Амосова.